# Battaglia di Kaizu
La battaglia di Kaizu (萱津の戦い?, Kaidzu no tatakai) avvenne poco dopo la battaglia di Akatsuka (maggio 1552).
Oda Nobutomo, capo del ramo Oda-Kiyosu (o Oda-Iwakura) del clan Oda governava quattro distretti meridionali della provincia di Owari. Era formalmente servitore del clan Oda anche se spesso entrò in contrasto con il padre di Nobunaga, Nobuhide.
Nell'agosto 1552, Sakai Daizen, importante servitore degli Oda-Kiyosu cospirò assieme a Sakai Jinsuke e Kawajiri Yoichi contro Nobunaga, assaltò e conquistò il castello di Matsuba e successivamente anche il castello di Fukata dove presero prigioniero Oda Nobutsugu, zio di Nobunaga. Venuto a conoscenza della ribellione, Nobunaga lasciò il castello di Nagoya per affrontare i ribelli.
Oda Nobumitsu partì in fretta per assistere Nobunaga dal castello di Moriyama e si incontrò con lui presso Inabaji, avanzando assieme verso il villaggio di Kaizu, dove i cospiratori li aspettavano. Lo scontro iniziò la mattina del 16 agosto e durò diverse ore durante le quali Sakai Jinsuke venne ucciso da Shibata Katsuie e Chūjō Ietada. Le perdite furono alte da ambo le parti ma già nel pomeriggio Nobunaga riprese il castello di Matsuba e gli Oda-Kiyosu furono messi in rotta e si ritirarono.
Questa fu anche la prima battaglia di Maeda Toshiie.